# Ã̀
Ã̀ (minuscule : ã̀), appelé A tilde accent grave, est une lettre latine utilisée dans l’écriture du bassa (langue krou), du bribri, du gokana, du lyélé et du tèè.
Elle est formée de la lettre A avec un tilde suscrit et un accent grave.

## Représentations informatiques
Le A tilde accent grave peut être représenté avec les caractères Unicode suivants : 
- décomposé et normalisé NFC (supplément Latin-1, diacritiques) :

| formes    | représentations | chaînes de caractères | points de code | descriptions                                             |
| --------- | --------------- | --------------------- | -------------- | -------------------------------------------------------- |
| capitale  | Ã̀               | Ã◌̀                    | U+00C3 U+0300  | lettre majuscule latine a tilde diacritique accent grave |
| minuscule | ã̀               | ã◌̀                    | U+00E3 U+0300  | lettre minuscule latine a tilde diacritique accent grave |

- décomposé et normalisé NFD (latin de base, diacritiques) :

| formes    | représentations | chaînes de caractères | points de code       | descriptions                                                         |
| --------- | --------------- | --------------------- | -------------------- | -------------------------------------------------------------------- |
| capitale  | Ã̀               | A◌̃◌̀                   | U+0041 U+0303 U+0300 | lettre majuscule latine a diacritique tilde diacritique accent grave |
| minuscule | ã̀               | a◌̃◌̀                   | U+0061 U+0303 U+0300 | lettre minuscule latine a diacritique tilde diacritique accent grave |